# 29292 Conniewalker
29292 Conniewalker è un asteroide della fascia principale. Scoperto nel 1993, presenta un'orbita caratterizzata da un semiasse maggiore pari a 2,3476919 UA e da un'eccentricità di 0,1996917, inclinata di 25,54551° rispetto all'eclittica.